# Great Miami
La Great Miami (en anglais : Great Miami River et dénommée en français : la rivière de la Grande Miami à l'époque de la Nouvelle-France), est une rivière des États-Unis longue de 257 kilomètres, affluent de la rivière Ohio, et donc sous-affluent du fleuve le Mississippi.

## Étymologie
Elle doit son nom à la tribu amérindienne Miami qui vivait dans la région lors de l'arrivée des colons, trappeurs et coureurs des bois français et canadiens-français.

## Parcours
La rivière débute au lac Indian, dans le comté de Logan à environ 24 kilomètres au sud-est de Lima.
La rivière se dirige ensuite vers le sud, passe les villes de Sidney, Piqua, Troy, Tipp City et Vandalia.
Elle traverse ensuite Dayton où elle reçoit les eaux des rivières Stillwater et Mad.
La rivière prend alors la direction du sud-ouest, passe les villes de Middletown et Hamilton, et reçoit les eaux de la rivière Whitewater 8 kilomètres avant son confluent avec la rivière Ohio, au niveau de la frontière entre l'Ohio et l'Indiana, à 24 kilomètres à l'ouest de Cincinnati.

## Aménagement
L'inondation de Dayton en 1913 a conduit à d'importants aménagements sur son cours en amont de Dayton.